# Nguyen Ngoc Tho
Nguyễn Ngọc Thơ (født 26. maj 1908 i Long Xuyen, død 1976) var en vietnamesisk politiker, der var landets premierminister fra november 1963 til januar 1964.